# Hohenhorst (Hamburg)

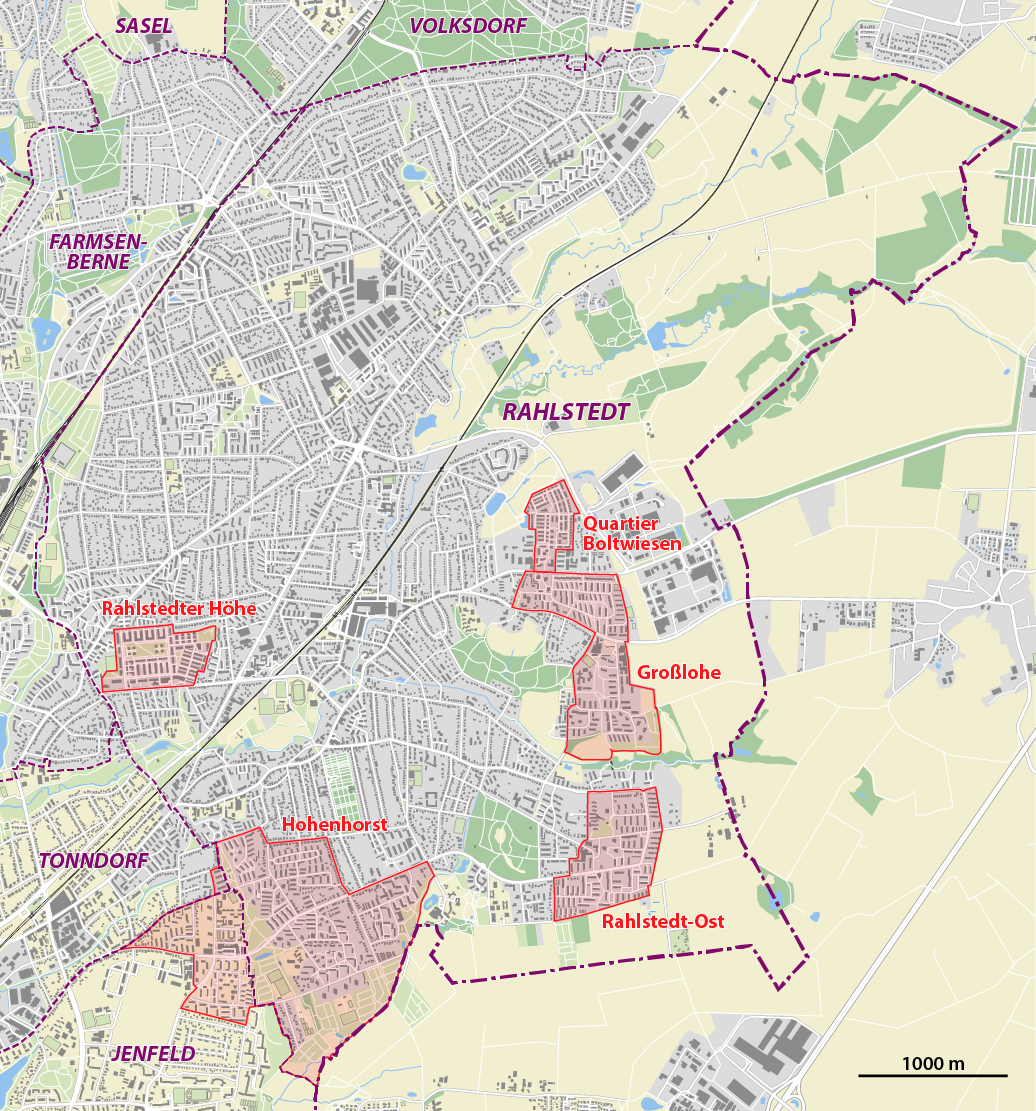
Großsiedlungen in Rahlstedt, Hohenhorst südwestlich mit Teilen in Jenfeld und Tonndorf

Hohenhorst ist eine Großwohnsiedlung aus den 1960er Jahren im Hamburger Bezirk Wandsbek. Die Siedlung hat etwa 6000 Einwohner mit leicht rückläufiger Tendenz.

## Lage und Bebauung
Der kleinere, westliche Teil von Hohenhorst gehört zum Stadtteil Jenfeld (auch Jenfeld-Ost), der größere, östliche Teil zu Rahlstedt. Ein kleiner Bereich im Nordwesten des Quartiers zählt zu Tonndorf. Die Siedlung ist überwiegend mit Mehrfamilienhäusern sowie mit Punkthochhäusern bebaut, vereinzelt auch mit Reihenhäusern. Die Straßen der Siedlung wurden nach Berliner Stadtbezirken benannt. Zentrale Verkehrsachse der Siedlung ist die Schöneberger Straße, die in ost-westlicher Richtung verläuft. Ungefähr mittig wird die Wohnsiedlung von einem Grünzug mit dem Hohenhorstpark geteilt.
Hohenhorst ist durch die Art der Bebauung wie auch sozialökonomisch ein von seiner Umgebung deutlich abgegrenztes Quartier. Nach räumlicher Definition des ehemaligen Fördergebiets Hohenhorst zählen folgende statistischen Gebiete zur Siedlung:
- In Rahlstedt: 74032, 74033, 74034, 74035 und 74036 (aber ohne Wilhelmstift-Krankenhaus)
- In Jenfeld: 60001, 60003
- In Tonndorf: Teil von 61006 (nur östlich der Charlottenburger Straße und südlich des Feldlerchenwegs)

In der Siedlung Hohenhorst gibt es an öffentlichen Einrichtungen unter anderem zwei Grundschulen (Potsdamer Straße und Charlottenburger Straße), eine Kirche (Trinitatis-Kirche nach Entwurf von Otto Andersen) und das Einkaufszentrum Berliner Platz. Die Siedlung wird komplett durch Fernwärme versorgt.

## Geschichte

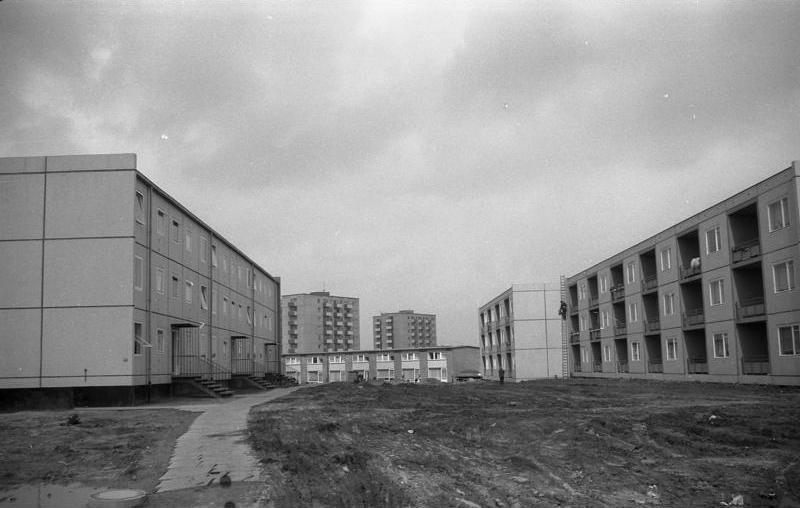
Hohenhorst in Bau (1961)

Die ersten Planungen begannen in den 1950er Jahren, demnach waren dort 3100 Wohnungen für etwa 10.000 Bewohner vorgesehen. 1959 wurde ein Architektenwettbewerb für die Siedlung durchgeführt, der erste Preis ging an das Büro von Rudolf Planz und Horst Appelbaum. Dieser Entwurf sah 2360 Wohnungen für knapp 10.000 Bewohner vor, das geplante Siedlungsgelände zwischen Rahlstedt, Tonndorf und Jenfeld war 624.000 m² groß. Die Architekten Joachim Matthaei und Johann R. Mramor erhielten je einen zweiten Preis. Planz, Appelbaum, Mramor und Matthaei führten von 1960 bis 1962 die Pläne gemeinsam aus. Matthaei entwarf zusammen mit Albrecht Elschner auch die 1963 eröffnete Schule Hohenhorst, heute Grundschule Charlottenburger Straße. Die Wohnhäuser wurden überwiegend in Plattenbaubauweise errichtet.
Die Siedlung Hohenhorst wurde hauptsächlich durch die Baugesellschaft „Neues Hamburg“ gebaut, die später in der SAGA aufging. Auch die Rahlstedter und die Nordland-Baugesellschaft sollten beteiligt werden, diese sollten etwa 300 Wohnungen errichten. Private Immobilien-Unternehmer waren mit 40 Wohnungen nur in sehr geringem Umfang  beteiligt. Die Grundsteinlegung für die Siedlung fand am 9. Juni 1960 statt, am 19. September 1961 wurde das Richtfest gefeiert. Hohenhorst wurde von 2007 bis 2017 durch das Rahmenprogramm Integrierte Stadtteilentwicklung (RISE) gefördert, in dieser Zeit entstand auch das neue Begegnungszentrum „Haus am See“.